# 伯根 (紐約州)
伯根（英語：Bergen）是一個位於美國紐約州傑納西縣的鎮。

## 人口
根據2020年美國人口普查的數據，伯根的面積為71.47平方千米，當中陸地面積為71.38平方千米，而水域面積為0.09平方千米。當地共有人口3091人，而人口密度為每平方千米43人。